# Temple de Muara Takus

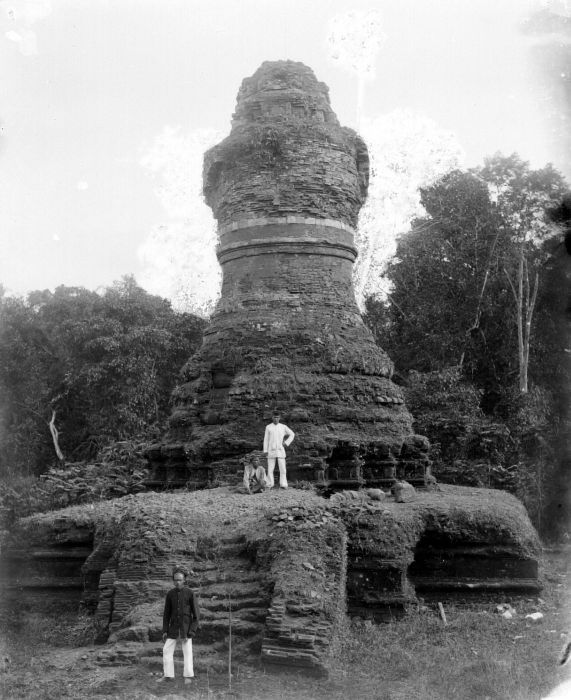
Le stupa de Muara Takus (photo antérieure à 1922)

Le temple de Muara Takus est un ensemble de monuments religieux de l'époque hindou-bouddhique de l'île de Sumatra en Indonésie. Il est situé à Rantau près du village de Muara Mahat, à 122 km à l'ouest de Pekanbaru, la capitale de la province de Riau, à l'écart de la route qui mène à Bukittinggi dans la province de Sumatra occidental, non loin de la rivière Kampar Kanan.
Se dressant au milieu d'une région isolée de la forêt tropicale de Sumatra, le temple est encore un mystère. Les archéologues n'ont pas encore réussi à déterminer la date de sa construction. De brèves inscriptions trouvées dans les ruines mentionnent le XIe ou le XIIe siècle. Certains relient le site au royaume bouddhique de Sriwijaya, la puissance dominante de l'ouest de l'archipel indonésien du VIIIe au XIIIe siècle. 
Le Candi Tua est la plus grande construction ancienne en brique de Sumatra. Son grand stupa, appelé Candi Mahligai, a la forme peu courante d'une tour, au lieu de la forme en cloche plus familière dans l'architecture bouddhique.
Le Candi Bungsu consiste en une plate-forme sur laquelle se dressaient autrefois deux stupas. 
Ces constructions sont entourées d'un mur d'enceinte carrée de 74 mètres de côté. Une enceinte plus grande en terre de 1,5 kilomètre sur 1,5 kilomètre cernent l'ensemble. 

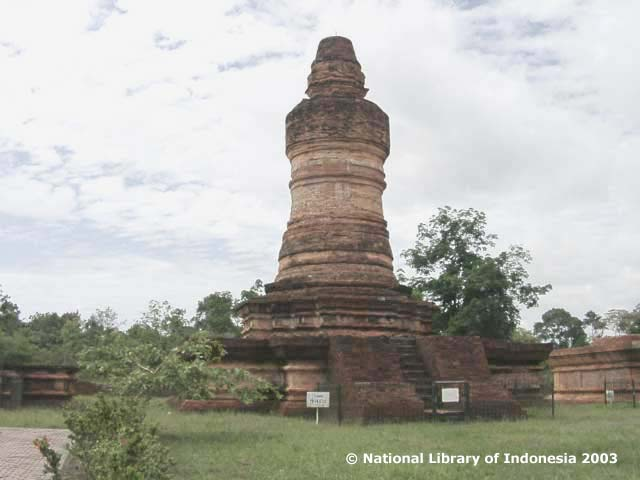
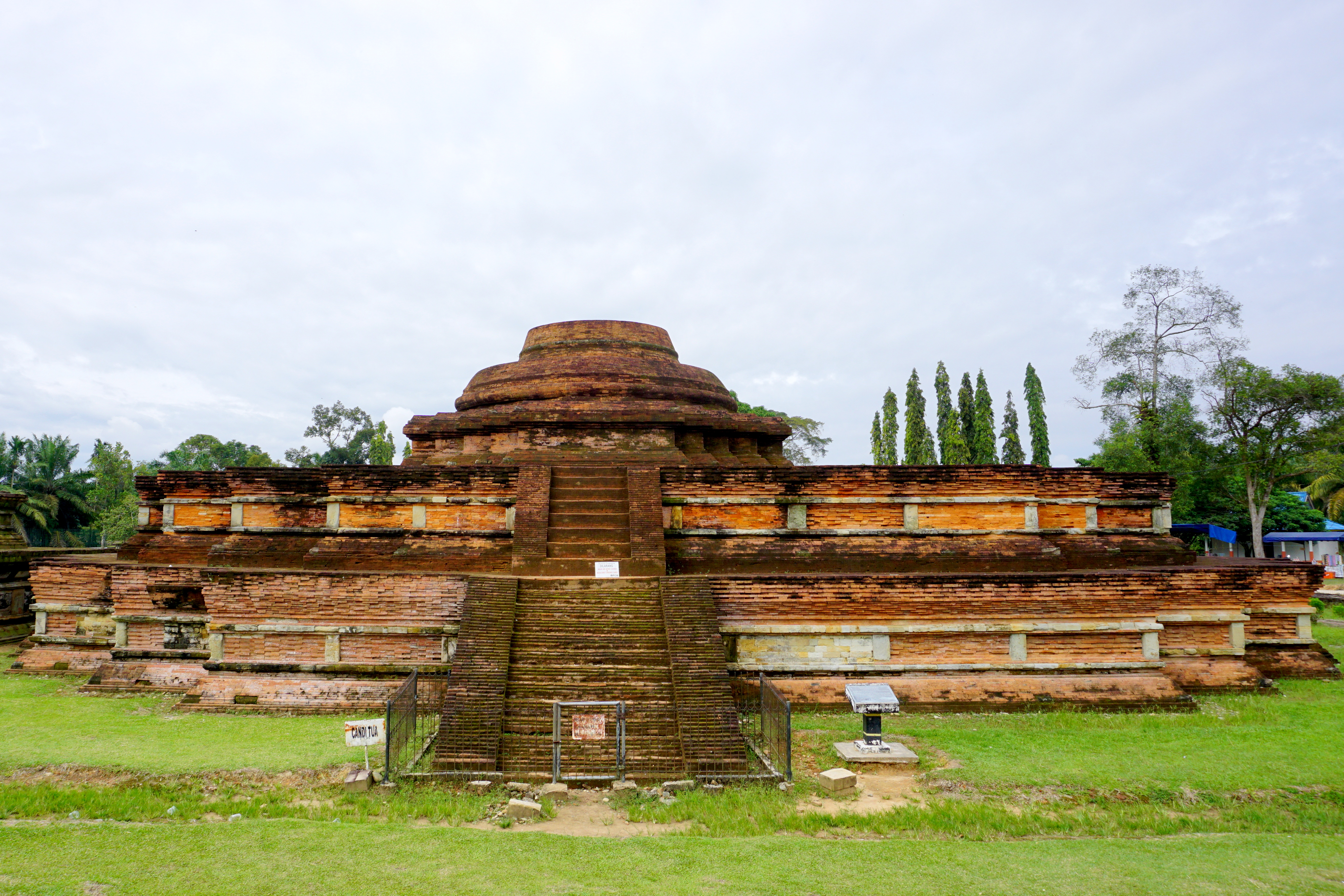
Le temple principal, Candi Tua ("vieux"), est un stupa
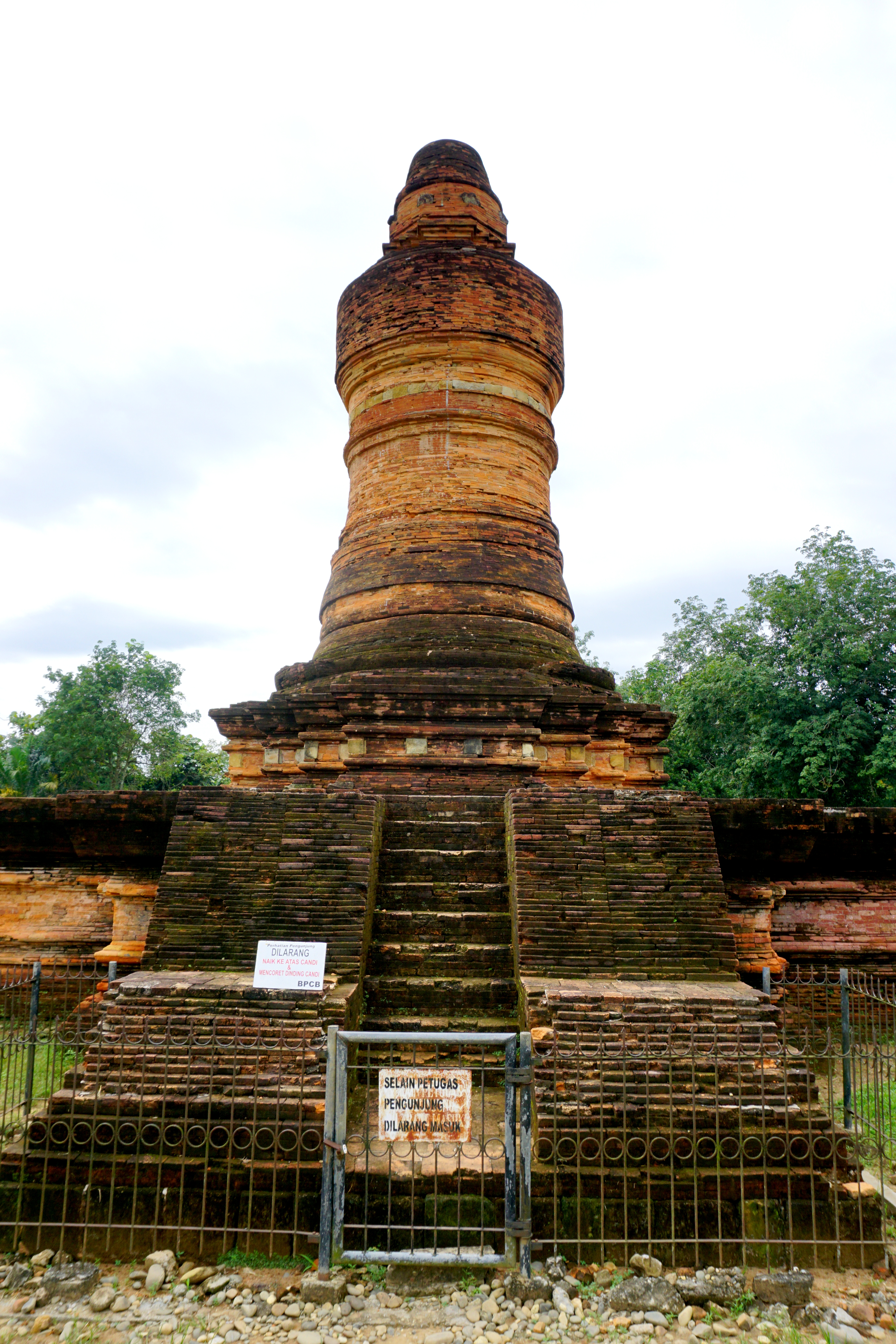
Candi Mahligai est le stupa le plus élevé
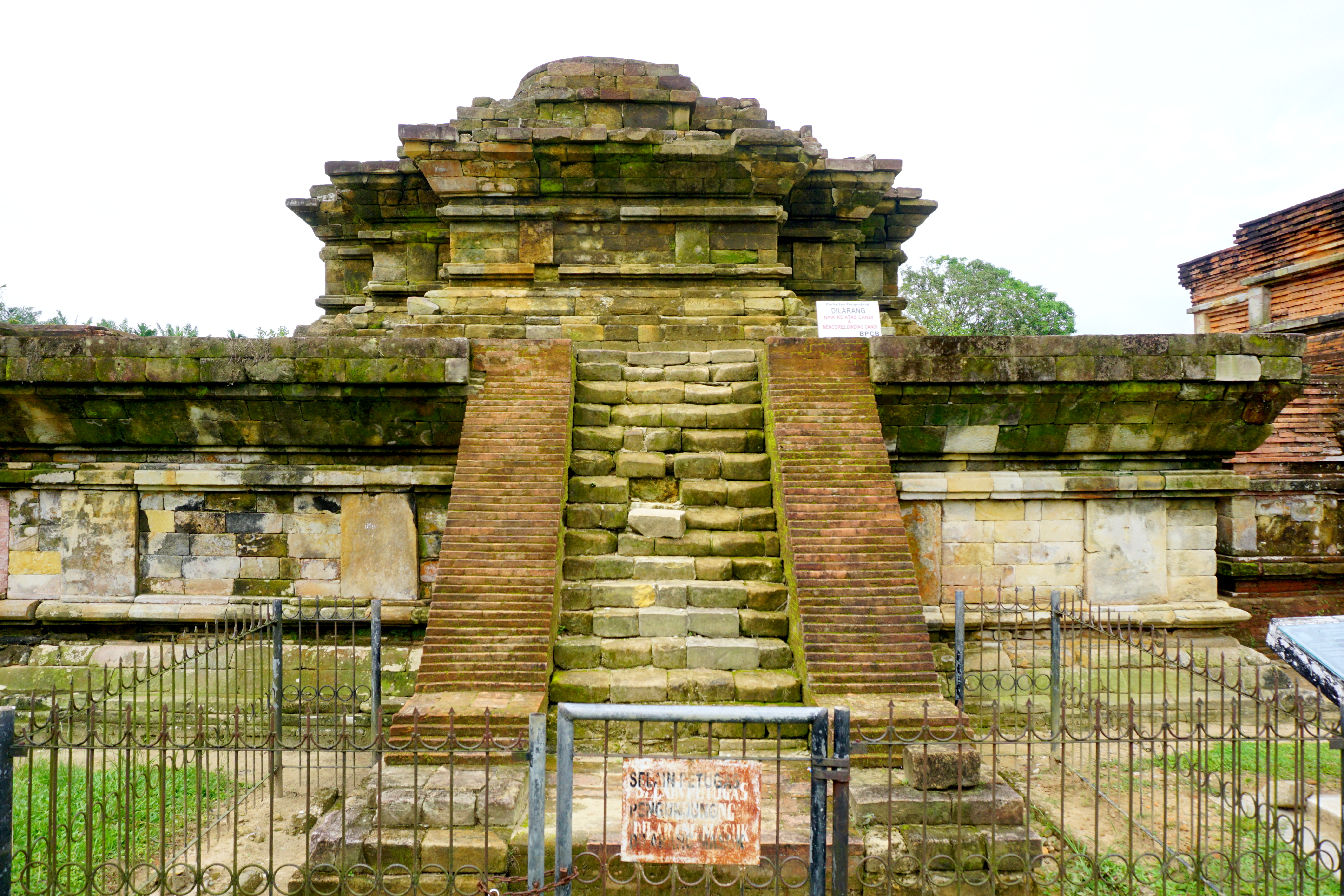
Candi Bungsu ("benjnamin")
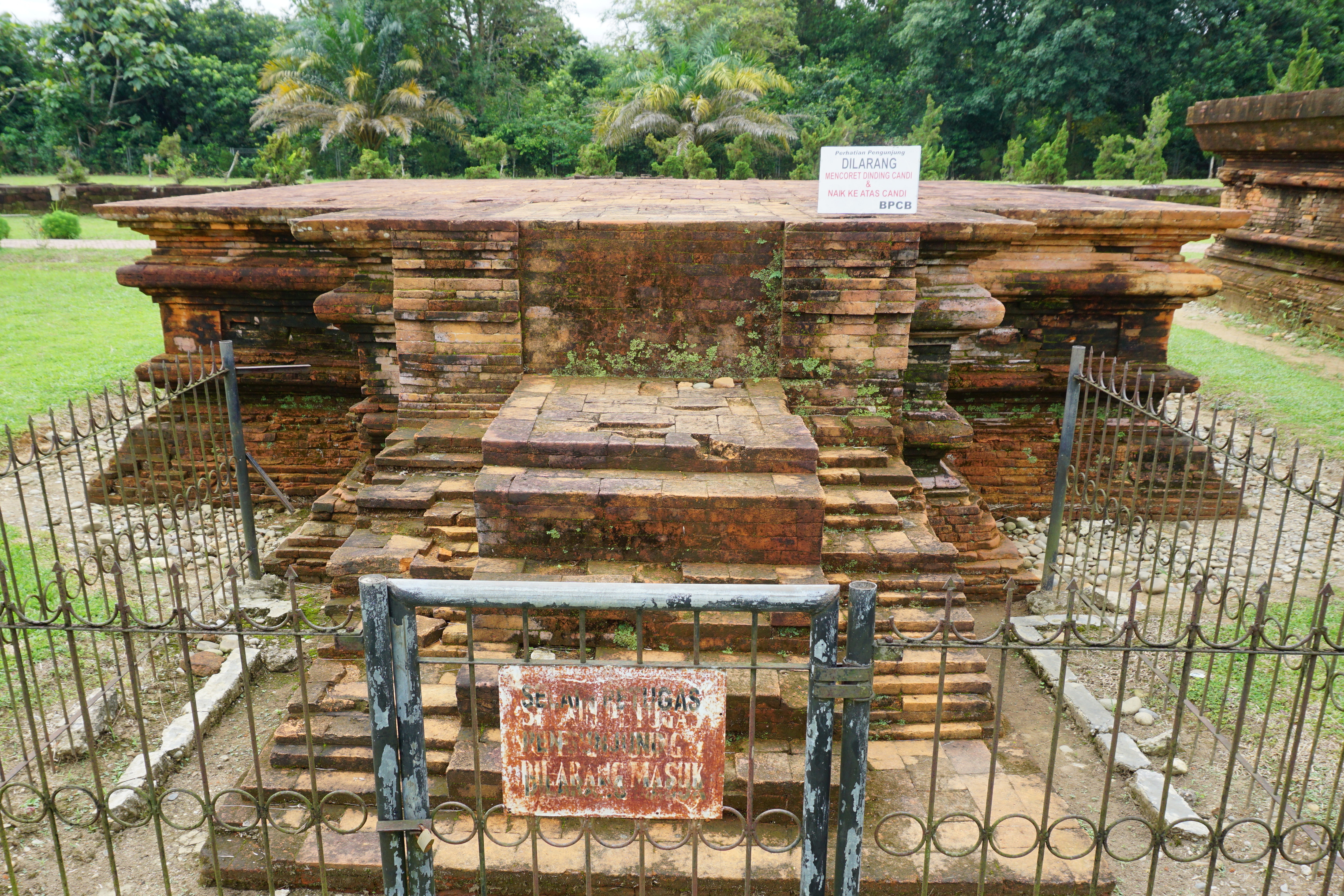
Candi Palangka